# دیوید مامفورد
 دیوید مامفورد (انگلیسی: David Mumford؛ زادهٔ ۱۱ ژوئن ۱۹۳۷) هندسه‌جبری‌دان ِ انگلیسی-آمریکایی است.
وی برنده جوایزی همچون مدال فیلدز شده است.